# Pastor roseus
Lo storno roseo (Pastor roseus (Linnaeus, 1758)) è un uccello passeriforme della famiglia degli Sturnidi. È l'unica specie del genere Pastor.

## Distribuzione e habitat

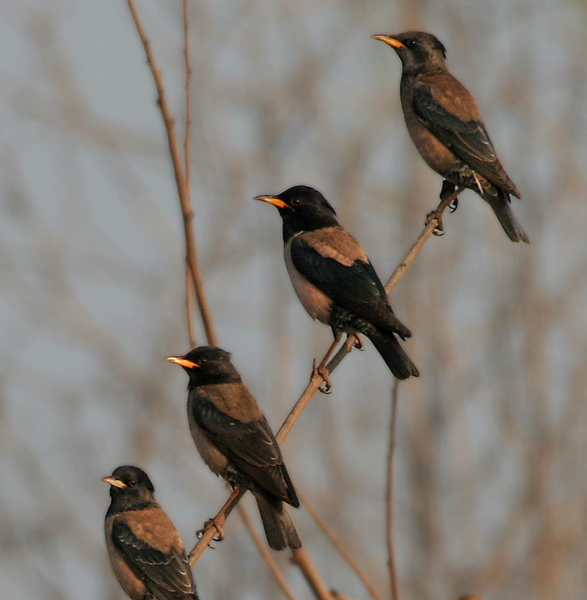
Alcuni storni rosei a Hyderabad (India).

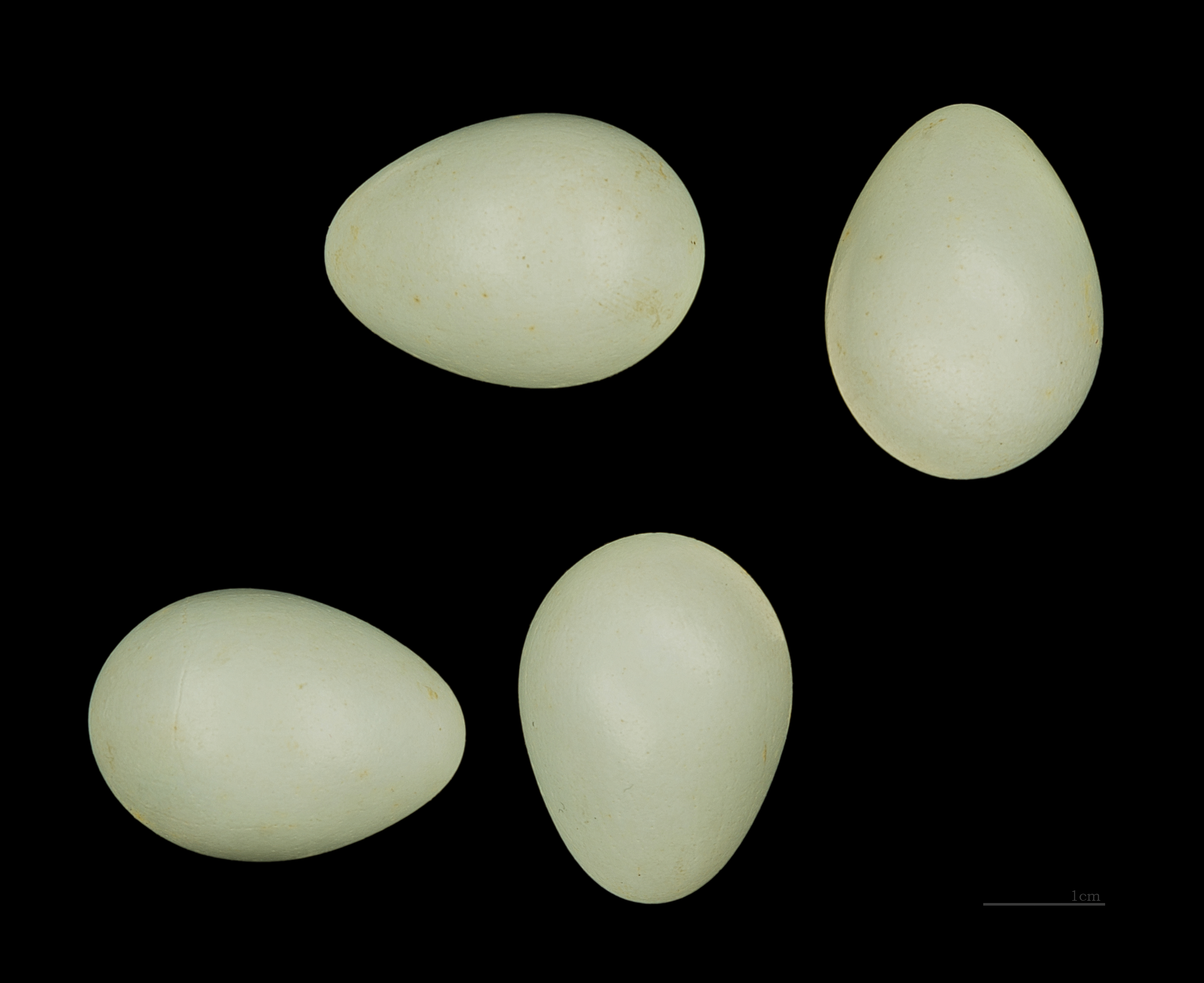
Sturnus roseus

L'areale di nidificazione di questo uccello si estende dalle propaggini più orientali dell'Europa attraverso tutta la regione meridionale dell'Asia temperata. È un migratore eccellente e sverna in India e Asia tropicale. Durante l'inverno, in India, diviene spesso più numeroso degli storni e delle maine locali.
Vive nelle steppe e nelle distese agricole. Negli anni in cui cavallette e altri insetti sono molto abbondanti, alcuni esemplari di questa specie si allontanano dal loro consueto areale, spingendosi fino alla Francia e al Regno Unito.

## Descrizione
Lo storno roseo è lungo 22 cm, ha un'apertura alare di 36 cm e pesa 75 g. Gli esemplari adulti presentano testa, collo, ali e coda di color nero con riflessi metallici, specie in primavera. Sul capo è situata una cresta di piume nere. Il resto del corpo è di color rosa brillante molto caratteristico. Fra ottobre e gennaio il piumaggio è di toni più spenti, e la femmina in generale è meno lucida del maschio.
Gli esemplari giovani sono di colore brunastro a strisce o a macchie castane, pochissimo vistoso. Sono privi quasi interamente della cresta di piume.

## Biologia
Lo storno roseo cova spesso in colonie composte anche da migliaia di coppie. Non si riproduce in un periodo preciso dell'anno, ma si regola ogni volta in rapporto al tempo e al luogo, facendo attenzione soprattutto alle migrazioni di cavallette che si verificano a intervalli regolari. È evidente che, in conseguenza della rapida comparsa e della altrettanto rapida sparizione del suo alimento fondamentale, può covare una sola volta l'anno. Servendosi di rami ed erba costruisce con molta fretta un nido assai irregolare tra cumuli di pietre, e in cavità del terreno e dei muri; qui la femmina cova per soli 11-12 giorni le proprie uova (5 o 6). I piccoli lasciano il nido dopo appena 14-19 giorni. Questo uccello si ciba, oltre che di cavallette, anche di frutti (ad esempio uva), che vengono divorati con lo stesso piacere dimostrato dallo storno comune. I giovani vengono invece nutriti soprattutto con locuste migratrici, e quando questi insetti compaiono in gran numero, immediatamente si levano in volo sulla steppa le imponenti schiere di storni rosei, in cerca di prede.